# Lábass Juci
Lábass Juci, születési nevén Lábas Julianna (Zilah, 1896. július 22. – Budapest, 1932. augusztus 24.) magyar színésznő.

## Életútja
Lábas Gyula és Vidovich Julianna leánya. Szabadkán már zárdai iskoláslányként is felfigyeltek hangjára. 1910-ben Rákosi Szidinél tanult. Szerepelt a Városligeti Színkörben, majd 1913. május 24-én fellépett a Király Színházban a Buksi című operett Lóri szerepében. Játszott az Apolló Színházban is. Eleinte szubrett szerepeket játszott, majd primadonna lett. 1922. április 20-án a Városi Színház vendége volt a Boccaccioban, és 1923 szeptemberében ugyanitt az Orpheusban láthatta a közönség. Ugyancsak a Városi Színházban 1924. február 14-én a Bacchus-éj című operettben lépett fel mind vendég, majd áprilistól a Király Színházban játszott nagy sikerrel a Marica grófnőben. 1928-tól a Király Színház tagja volt. Utolsó szerepét 1932-ben formálta meg a Nyári Operettszínházban. Korai halála miatt csupán egyetlen hangosfilmben szerepelt.
1918. július 27-én Budapesten, a Józsefvárosban házasságot kötött Rátkai Márton színésszel, akitől három évvel később elvált. 1931. június 15-én Budapesten, az Erzsébetvárosban Szedő Miklós operaénekes felesége lett.
A Magyar színművészeti lexikon így jellemzi őt: „Meg kell állapítani róla az öntudatos és következetes művész-egyéniségek erejét, amellyel magasan föléje emelkedik másoknak, akik csak a színpadot, mint kirakatot tekintik célnak, nemesebb belső tartalom nélkül. Lábass Juci szereti a komoly, sőt nehéz színpadi feladatokat. [...] Szerénysége, reklámfóbiája csak emeli értékét. Énekhangjának szépsége és kultúráltsága, mozgásművészete, általában véve megjelenésének bája olyan színpadi fegyverzet, amely akkor fogja minden irányban lenyűgözni híveit es a nagyközönséget, amikor a girl-staffaget elunva, végleg átjátssza magát a komoly (drámai) színpadokra.”

## Fontosabb színházi szerepei
- Rolla (Szirmai Albert: Mágnás Miska)
- Gonda (Leo Fall: Az elvált asszony)
- Vilma (Lehár Ferenc: A pacsirta)
- Serpolette (Planquette: A corneville-i harangok)
- Marica (Kálmán Imre: Marica grófnő)
- Fedora (Kálmán Imre: A cirkuszhercegnő)
- Rózsika (Zerkovitz Béla: Eltörött a hegedűm)
- Viktória (Ábrahám Pál: Viktória)
- Hawaii hercegnője (Ábrahám Pál: Hawaii rózsája)

## Filmszerepei
- A paradicsom (1915, szkeccs)
- A doktor úr (1916) – Sárkányné
- A föld rabjai (1917) – Juli/Juliette
- Mágia (1917) – grófnő
- A kivándorló (1918)
- Budapesti hangos filmkabaré (1930) – önmaga
- Nevető Budapest (1930) – önmaga